# Ealdred
Ealdred eller Aldred, död 11 september 1069 i York i England, var abbot av Tavistock, biskop av Worcester och ärkebiskop av York i anglosaxiska England.
Efter att ha blivit munk vid klostret i Winchester utsågs han till abbot av Tavistocks abbotstift runt 1027. År 1046 blev han utsedd till biskopsämbetet i Worcester. Vid sidan av sina biskopliga plikter tjänade Ealdred den engelske kungen Edvard Bekännaren som diplomat och militär ledare. Han arbetade för att få kungens släkting Edvard Landsflyktingen tillbaka till England från Ungern, för att säkra en arvinge åt den barnlösa kungen. Han genomförde även en pilgrimsfärd till Jerusalem och blev därmed den förste engelska biskopen att göra så. Som föreståndare över Herefords stift involverades han i ett krig mot walesarna. Engelsmännen led två förluster innan en förlikning kunde nås med den walesiska härskaren Gruffudd ap Llywelyn.
År 1060 valdes Ealdred till ärkebiskopsämbetet i York; påven godkände dock hans utnämning först sedan Ealdred lovat att inte vara biskop i York och Worcester samtidigt. Han bidrog till att få Wulfstan utsedd till sin efterträdare i Worcester. Under sin tid som ärkebiskop byggde och smyckade han flera kyrkor i sitt stift. Han reglerade också prästerskapets arbete, genom att samla dem till synod där han lät publicera regelverk för deras arbete.
Efter Edvards bekännarens död 1066 ställde sig Ealdred bakom Harald Godwinsson som ny kung av England. När Harald besegrades i slaget vid Hastings förespråkade han Edgar Ætheling, innan han till sist tog parti för Vilhelm Erövraren. Ealdred krönte Vilhelm Erövraren på juldagen 1066.

## Tidigt liv
Ealdred föddes förmodligen i västra England och kan vara en släkting till Lyfing, hans företrädare som biskop i Worcester. Hans familj, som kom från Devonshire, kan ha varit välbärgade. En annan släkting var Wulfstan som under Ealdreds påverkan blev abbot i Gloucester. Ealdred var munk i domkapitlet på katedralen i Winchester innan han blev abbot i Tavistock omkring 1027, ett ämbete som han innehade fram till cirka 1043. Även efter att han lämnat abbotsämbetet i Tavistock behöll han två egendomar från abbotsstiftet ända fram till sin död. Under sin tid som abbot stödde han abbotsstiftet med gåvor. Den medeltida krönikören William av Malmesbury skrev att dessa gåvor var utmärkta och många. Inga samtida dokument som handlar om Ealdreds tid som abbot har återfunnits.
Ealdred blev biskop 1046, vilket han var fram till sin avgång år 1062. Han kan ha agerat andrebiskop till sin företrädare Lyfing innan han formellt blev biskop. Lyfing dog den 26 mars 1046 och Ealdred blev biskop i Worcester kort därefter. Emellertid fick inte Ealdred de andra två stiften som Lyfing hade haft, nämligen Crediton och Cornwall. Edvard Bekännaren gav dessa till Leofrick, som blev biskop i båda stiften år 1050.

## Biskop och kunglig rådgivare

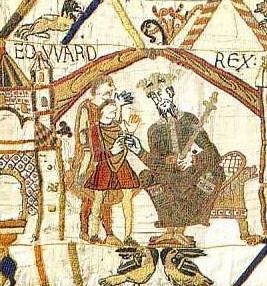
Ealdred var en av rådgivarna åt Edvard Bekännaren (tagen från Bayeuxtapeten).

Ealdred var en av Edvard Bekännarens rådgivare och var ofta involverad i det kungliga styret. Han var också en militär ledare och år 1046 ledde han en framgångslös expedition mot walesarna. Denna expedition var en hämndaktion mot ett walesiskt plundringståg som letts av de tre walesiska härskarna Gruffydd ap Rhydderch, Rhys ap Rhydderch och Gruffydd ap Llywelyn. Ealdreds expedition förrådes av några walesiska soldater som tjänade engelsmännen och Ealdred besegrades.
År 1050 reste Ealdred till Rom i ett kungligt ärende, vilket uppenbarligen gjordes för att säkra påvligt bifall för att flytta sätet av biskopsdömet i Crediton till Exeter. Det kan också ha varit för att frigöra kungen från ett löfte att göra en pilgrimsfärd. Under tiden Ealdred var i Rom medverkade han i ett påvligt råd tillsammans med sin kollega, den engelske biskopen Herman. Under samma år (efter att Ealdred återvänt till England) mötte han Sweyn, son till Godwin, earl av Wessex, och förmodligen benådade han Sweyn för att ha rövat bort abbedissan av Leominsters abbotstift år 1046. Genom Ealdreds medling återinsattes Sweyn som earl, en titel han hade förlorat efter att ha rövat bort abbedissan och mördat sin bror Beorn. Ealdred hjälpte inte bara Sweyn för att han var en anhängare till Earl Godwins familj utan även för att Sweyns earlskap var nära hans biskopsämbete. Så sent som 1049 allierade sig irländska angripare med Gruffydd ap Rhydderch för att anfalla längs floden Usk. Ealdred försökte jaga bort de anfallande krigarna, men besegrades återigen av walesarna. Nederlaget underströk Ealdreds behov av en stark earl i närheten av sitt biskopsämbete för att skydda detta mot anfall. Vanligtvis skulle biskopen av Hereford ha lett försvaret i earlen av Herefords frånvaro, men då ämbetsinnehavaren Athelstan år 1049 hade blivit blind tog Ealdred över rollen som försvarare.

## Diplomatiska resor

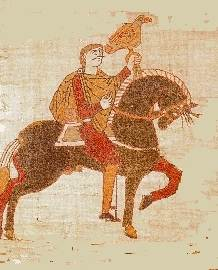
Harald Godwinson, här från Bayeuxtapeten, som Ealdred misslyckades att fånga 1051.

Earl Godwins uppror mot kungen år 1051 var ett nederlag för Ealdred som var en anhängare av earlen och hans familj. Ealdred var närvarande vid det kungliga rådet i London som utvisade Godwins familj. Ealdred sändes senare samma år för att stoppa Harald Godwinson och hans bröder då de flydde från England efter deras faders bannlysning. Ealdred misslyckades med sin uppgift och sades inte kunna eller vilja fånga bröderna Godwinson. Bannlysningen av Ealdreds skyddspatron kom strax efter den dåvarande ärkebiskopen av York, Ælfric Puttocs, död. York och Worcester hade länge haft nära band. Ealdred ville bli ärkebiskop av York efter Ælfric Puttocs död, men i och med hans skyddspatrons död utsåg kungen istället Cynesige, som tidigare hade varit en kunglig kaplan. I september 1052 återvände Earl Godwin från sin exil och hans familj fick tillbaka den makt de tidigare hade haft. Mot slutet av 1053 hade kungen fått tillbaka sitt förtroende för Ealdred. Vid ett tillfälle påstods Ealdred ha följt med Swein på en pilgrimsfärd till det heliga landet, men bevis för detta saknas.
År 1056 sände Edvard Bekännaren Ealdred till Tyskland för att få Henrik III:s hjälp med att få hem Edvard Landsflyktingen, son till Edmund Järnsida. Edmund, som härskade 1016, var en äldre halvbror till Edvard Bekännaren och Edmunds son Edvard Landsflyktingen var i Ungern med Andreas I av Ungern. Edvard Landsflyktingen lämnade England som småbarn efter sin faders död och Knut den stores utnämnande till kung över England.
I detta uppdrag lyckades Ealdred någorlunda och han fick insikt i hur den tyska kyrkan fungerade under ett års vistelse där tillsammans med Hermann II, ärkebiskop i Köln. Ealdred var också imponerad av byggnaderna han såg och senare införlivade han några av de tyska stilarna i sina egna byggen. Huvudmålet med uppdraget var att säkra Edvard Landsflyktingens återkomst till England, vilket dock misslyckades på grund av att Henrik III:s relation med ungrarna var spänd och att kejsaren var oförmögen eller ovillig att hjälpa Ealdred. Ealdred lyckades dock upptäcka att Edvard Landsflyktingen var vid liv och hade en plats i det ungerska styret. Även om vissa källor säger att Ealdred deltog vid kröningen av Henrik IV så är detta inte möjligt, då Ealdred vid detta datum var i England och invigde en abbot.
Ealdred återvände till England 1055 och tog med sig en kopia av Pontificale Romano-Germanicum, vilket är ett antal liturgier. En bevarad kopia av verket har identifierats som en kopia som Ealdred ägde. Det verkar troligt att en kontinental uppsättning förordningar för hur sekulariserade korherrar ska uppföra sig i samhället introducerades i England av Ealdred någonstans före 1059. Förmodligen tog han med sig dessa förordningar från Tyskland, möjligtvis i samförstånd med Harald Godwinson.
Efter Ealdreds återkomst till England tog han kontroll över biskopsämbetena i Hereford och Ramsbury. Ealdred administrerade också över Winchcombes och Gloucester abbotsstift. Författarna av boken Handbook of British Chronology Third Edition påstår att han var biskop i Hereford från 1056 till 1060, men andra källor säger att han endast administrerade ämbetet medan det var ledigt eller att han var biskop i Hereford från 1055 till 1060. Ealdred involverades i biskopsämbetet i Ramsbury efter att dess biskop Herman hamnade i dispyt med Edvard Bekännaren om förflyttningen av hans biskopssäte till Malmesburys abbotsstift; Herman önskade flytta sitt säte, men Edvard vägrade ge tillåtelse till förflyttningen. Ealdred var nära vän till Herman och hans familj och Herman har kallats för "Ealdreds alter ego". Enligt den medeltide krönikören John av Worcester gavs Ealdred biskopsämbetet i Ramsbury medan Herman var utanför Englands gränser. Herman återvände sedan 1058 och fortsatte då sitt biskopsämbete. Det finns inga samtida dokument som bevisar Ealdreds administrering av Ramsbury.

## Walesiska affärer, Jerusalem och Worcester

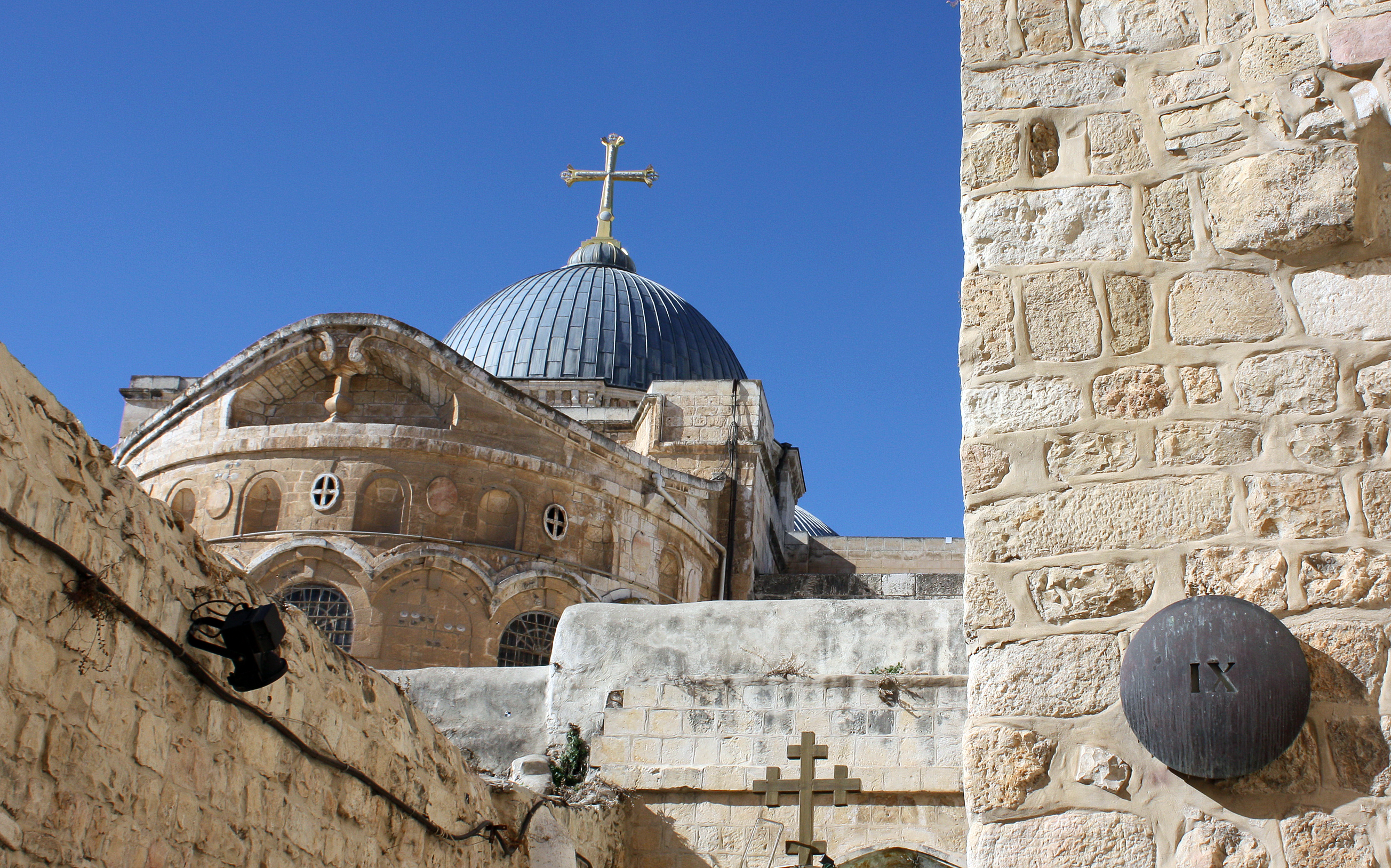
När Ealdred var i Jerusalem gav han en kalk av guld till den heliga gravens kyrka.

Kungen återanställde Ealdred som diplomat 1056 när han assisterade Harald Godwinson och Leofgar av Hereford vid förhandlingarna med walesarna. Edvard Bekännaren skickade efter Ealdred sedan Leofgar hade avlidit, vilket skedde då han attackerade Gruffudd ap Llywelyn på kungens begäran. Leofgar förlorade slaget och sitt liv och Edvard var tvungen att be om fred. Även om detaljer från förhandlingarna med walesarna saknas svor Gruffudd ap Llywelyn sin lojalitet till kung Edvard, men eden kanske inte förde med sig några förpliktelser för Gruffudd. Exakta villkor för underkastelsen är inte kända, men Gruffudd behövde inte assistera kung Edvard i krig eller medverka i hans styre. Ealdred belönades med biskopsämbetet i Hereford, vilket han höll fram till 1061, och han blev även utsedd till ärkebiskop i York. Stiftet hade genomlidit ett allvarligt anfall från walesarna år 1055 och under hans mandatperiod fortsatte Ealdred att bygga upp domkyrkan. Ealdred beviljades mandatet då området behövde någon med erfarenhet från walesarna som styrde det.
1058 gjorde Ealdred en pilgrimsfärd till Jerusalem och han var den förste engelska biskopen som gjort så. Han reste genom Ungern och den Anglosaxiska krönikan påstod att han "reste till Jerusalem i ett sådant skick som ingen hade gjort före honom". Medan han var i Jerusalem gav han en kalk av guld till den heliga gravens kyrka. Det är möjligt att han reste genom Ungern för att arrangera Edvard Landsflyktingen och hans familjs återvändo till England. En annan möjlighet är att han sökte efter andra möjliga arvtagare till Edvard Bekännaren. Det är inte säkert exakt när Edvard Bekännarens familj återvände till England så det är en möjlighet att de återvände med Ealdred år 1058.
Väldigt lite dokumentation finns tillgängligt från Ealdreds tid som biskop i Worcester. Enbart fem kontrakt han skrev finns kvar och alla är daterade mellan åren 1051 till 1053. Två senare kontrakt finns i Hemmings arkiv, men då enbart som kopior. Hur styret av Worcesters stift sköttes när Ealdred var utomlands är okänt, även om det verkar som att Wulfstan skötte de religiösa plikterna i stiftet. På den ekonomiska sidan påstår Chronicon Abbatiae de Evesham att Aethelwig styrde över Worcester innan han blev abbot i Evesham år 1058.

## Ärkebiskop av York

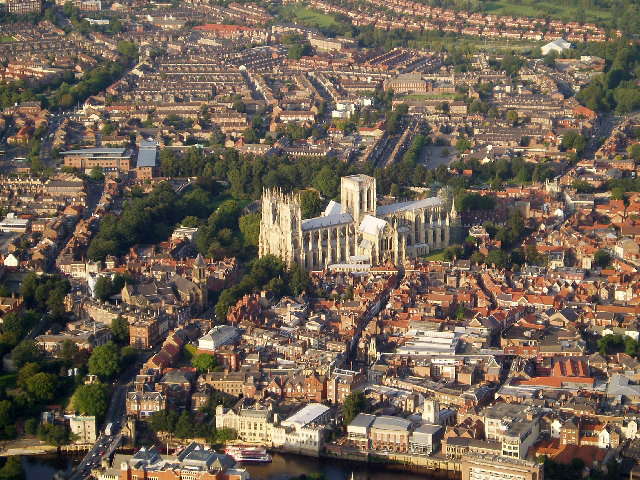
Nutida fotografi av York, med York Minster i mitten.

Yorks ärkebiskop Cynesige dog den 22 december 1060 och Ealdred valdes till ny ärkebiskop på juldagen samma år. Även om en biskop utsågs omedelbart i Hereford utsågs ingen till ämbetet i Worcester och det verkar som att Ealdred ämnade behålla Worcester samtidigt som York, likt flera föregångare hade gjort. Det fanns ett antal anledningar till detta varav en var det politiska, då Englands kung hellre utsåg biskopar från södra England än från norra för att motverka den nordliga tendensen till separatism. En annan anledning var att York inte var ett välmående stift, vilket Worcester var. Att samtidigt hålla Worcester och York gjorde att ärkebiskopen kunde försörja sig själv.
År 1061 reste Ealdred till Rom för att få pallium, vilket var symbolen som visade ärkebiskopens befogenheter. Tillsammans med Ealdred reste Tostig Godwinson, en annan son till earl Godwin, som nu var earl över Northumbria. När Ealdred kom fram till Rom anklagades han emellertid för att ha köpt simoni, eller kyrkliga ämbeten, och hans upphöjelse i York vägrades av Nicolaus II som också avsatte honom från Worcester. Ryktena att Ealdred avsattes kom från Vita Edwardi, en berättelse om Edvard Bekännarens liv, medan Vita Wulfstani (som var en redogörelse för Wulfstans liv) menade att Nicolaus II vägrade Ealdred palliumet tills en ersättare för Worcester utlovades. Krönikören John av Worcester nämner ingenting om problemen i Rom och under diskussioner om tillsättandet av Wulfstan säger han att Wulfstan valdes fritt och enhälligt av folket och prästerskapet. Han påstår också att Stigand, ärkebiskopen av Canterbury, vid tillsättningen av Wulfstan hade fått ett löfte från Ealdred att varken han eller hans efterträdare skulle göra anspråk på någon jurisdiktion över stiftet Worcester. Med tanke på att John av Worcester skrev krönikan efter utbrottet av Canterbury-Yorks krig om herravälde anses historien som säger att Ealdred avsade sig alla anspråk på Worcester suspekt.
Av någon anledning gav Ealdred upp ämbetet i Worcester år 1062 när påvliga legater ankom till England för att hålla ett råd och säkerställa att Ealdred avträdde från ämbetet. Detta hände vid påsken 1062. Ealdred efterträddes av Wulfstan som valdes av Ealdred, men John av Worcester berättar att Ealdred hade svårt att välja mellan Wulfstan och Aethelwig. Legaterna hade uppmanat att Wulfstan skulle väljas på grund av hans fromhet. På grund av att Stigands, ärkebiskopen av Canterbury, ställning var osäker sökte Wulfstan efter invigning som biskop av Ealdred och fick detta. Normalt sett skulle Wulfstan ha gått till ärkebiskopen av Canterbury, då stiftet Worcester var i regionen Canterbury. Även om Ealdred gav bort biskopsämbetet var utnämnandet av Wulfstan till biskop något som tillät Ealdred att fortsätta sin påverkan på biskopsämbetet. Ealdred behöll ett antal ställningar som hörde till Worcester. Även efter den normandiska erövringen kontrollerade Ealdred några händelser i Worcester och det var Ealdred, och inte Wulfstan, som motsatte sig Urse d'Abetots försök att utöka Worcesters slott in i katedralen efter den normandiska erövringen.
Under tiden som Ealdred var ärkebiskop byggde han i Beverley och utökade byggnadsprojekten som startats av hans företrädare Cynesige, såväl som att reparera och utöka andra kyrkor i hans stift. Han byggde också matsalar för kanikerna i York och Southwell. Han var också den biskop som publicerade kyrkliga lagstiftningar under Edvard Bekännarens styre. Han höll även ett kyrkomöte över sitt prästerskap någon gång innan 1066.

## Efter Edvard Bekännarens död och Ealdreds sista år

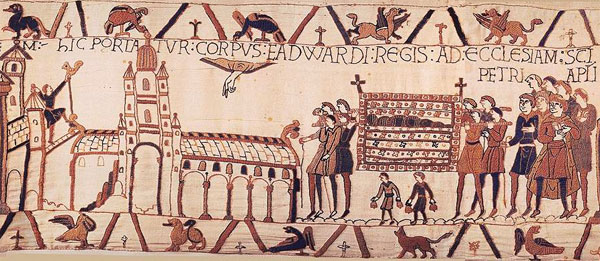
Edvard Bekännarens begravningskortege (tagen från Bayeuxtapeten).

Den medeltida krönikören John of Worcester påstod att Ealdred krönte Harald Godwinson år 1066, även om de normandiska krönikörerna nämner Stigand som förrättande präst. Då Ealdred tidigare hade visat sitt stöd för familjen Godwinson antar de flesta källor att John of Worcester har rätt. Eftersom Harald inte tillät Stigand att helga en av earlens kyrkor är det inte troligt att Harald skulle ha tillåtit Stigand att utföra en av de mer viktiga kungliga kröningarna. Ealdred och Harald stod varandra nära och Ealdred stödde Haralds anbud om att bli kung. Ealdred kan ha följt med Harald när han reste till York för att säkra stödet hos de nordliga magnaten strax efter Haralds invigning.
Enligt den medeltida krönikören Geoffrey Gaimar anförtrodde Harald krigsbytet från Harald Hårdråde till Ealdred efter slaget vid Stamford Bridge. Gaimar hävdade att Harald Godwinson gjorde det för att han hörde talas om Vilhelm Erövraren som anlände till England och att han var tvungen att skynda söderut för att slå tillbaka honom. Efter slaget vid Hastings, där Harald Godwinson dog, var Ealdred en av dem som försökte upphöja Edgar Ætheling, Edvard Landsflyktingens son, till kung men till sist underkastade han sig Vilhelm Erövraren vid Berkhamsted. John of Worcester säger att de som stödde Edgar tvekade om vad de skulle göra när Vilhelm Erövraren ödelade landsbygden, vilket ledde till Ealdred och Edgars underkastelse till Vilhelm.
Ealdred krönte Vilhelm Erövraren till kung den 25 december 1066. En förnyelse i Vilhelms invigning var att innan den faktiska kröningen frågade Ealdred den samlade folkmassan på engelska om det var deras önskan att Vilhelm skulle krönas till kung. Biskopen i Coutances gjorde då samma sak, men på normandiska. I mars 1067 tog Vilhelm Ealdred med sig när han återvände till Normandie, då tillsammans med de andra engelska cheferna Earl Edwin, Earl Morcar, Edgar Ætheling och Stigand. Vid pingst 1068 utförde Ealdred invigningen av Matilda, Vilhelms fru. År 1069, när de nordliga undervasallerna gjorde uppror mot Vilhelm och försökte göra Edgar Ætheling till kung, fortsatte Ealdred att stöda Vilhelm. Ealdred kan ha haft en aktiv roll i försöken att lugna ned de nordiska rebellerna under 1068 och 1069. Krönikören William of Malmesbury skrev ned en berättelse om att när sheriffen av Worcester, Urse d'Abetot, kom fram till kyrkogården vid den nuvarande katedralen i Gloucester ska Ealdred ha uttalat en förbannelse över honom. Ealdred var tillbaka i York runt 1069 där han dog den 11 september 1069 och han begravdes i sin biskopliga katedral.

## Eftermäle

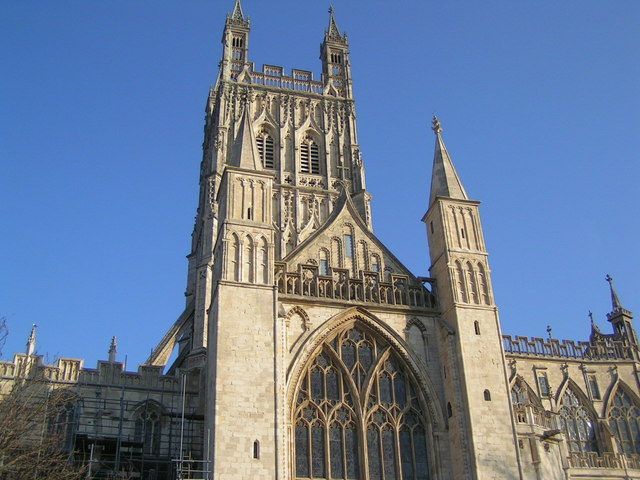
Katedralen i Gloucester som Ealdred lade grunden till i och med byggandet av munkklostret St Peter i Gloucester (dock återstår inget av Ealdreds bygge idag).

Ealdred var en av få inhemska engelsmän som Vilhelm Erövraren verkar ha litat på och hans död ledde till färre försök att integrera engelsmännen i administrationen, även om sådana försök inte upphörde helt. År 1070 hölls ett kyrkoråd i Westminster och ett antal biskopar avsattes. 1073 fanns det bara två engelsmän kvar i de biskopliga sätena och två år efter Vilhelm Erövrarens död fanns det bara en, nämligen Wulfstan II i Worcester.
Ealdred gjorde mycket för att upprätta disciplin i klostren och kyrkorna under sin befogenhet, och han var frisinnad med gåvor till kyrkorna i sitt stift. Han byggde munkklostret St Peter i Gloucester (som idag är katedralen i Gloucester, även om inget av Ealdreds bygge kvarstår idag), följt av delar av hans ämbete i Worcester. Han reparerade också en stor del av Beverley Minster i stiftet York, där han lade till ett presbyterium och ett ovanligt praktfullt tak. Han lade även till en predikstol i tysk stil gjord av brons, guld och silver, likt andra frikostiga dekorationer som lades till i viktiga kyrkor under åren före erövringen.
Ealdred uppmuntrade Folcard, en munk i Canterbury, att skriva The Life of St John of Beverley. Det var en del av Ealdreds främjande av den år 1037 helgonförklarade John av Beverleys sekt. Flera historiker anser att Ealdred var en gammaldags furstbiskop. Andra påstår att han upphöjde Yorks stift från dess tidigare lantliga tillstånd. Han var även känd för sin generositet och för sina diplomatiska och administrativa talanger.

### Fotnoter
1. ↑  ”Ealdred” (på engelska). Oxford Dictionary of National Biography. http://www.oxforddnb.com/index/37/101037382/. Läst 17 september 2012.
2. 1 2  Barlow 1970, s. 208-209.
3. 1 2 3 4 5 6  Lawson 2004.
4. 1 2 3  King 1996, s. 124.
5. ↑  Knowles 1976, s. 72.
6. 1 2  King 1996, s. 125.
7. 1 2  Fryde et al. 1996, s. 224.
8. ↑  Barlow 1970, s. 86.
9. ↑  Huscroft 2005, s. 49.
10. ↑  Maund 2006, s. 89–90.
11. ↑  Huscroft 2005, s. 50.
12. ↑  Smith, Fleming & Halpin 2001, s. 574.
13. ↑  Barlow 2003, s. 55.
14. ↑  Rex 2005, s. 37.
15. ↑  Barlow 1970, s. 103.
16. ↑  Mason 2004, s. 57-58.
17. ↑  King 1996, s. 126-127.
18. 1 2 3  King 1996, s. 127.
19. 1 2 3  Walker 2000, s. 132-133.
20. ↑  Barlow 1970, s. 114.
21. ↑  Huscroft 2005, s. 6-7.
22. ↑  Fleming 2004, s. 79–80.
23. ↑  Om han följde med Swein så var det, enligt Frank Barlow, år 1058.
24. ↑  Barlow 1979:a, s. 88.
25. ↑  Huscroft 2005, s. 8.
26. ↑  Walker 2000, s. 76.
27. ↑  Barlow 1970, s. 215-218.
28. 1 2 3 4  King 1996, s. 128.
29. ↑  Mason 2004, s. 88.
30. 1 2  Rex 2005, s. 126-127.
31. ↑  Edvard Landsflyktingen kan ha återvänt till England år 1057, men dog i vilket fall kort därpå.
32. 1 2 3 4  King 1996, s. 128-129.
33. ↑  Rex 2005, s. 77.
34. ↑  Mason 2004, s. 94.
35. 1 2 3  Barlow 1970, s. 197-199.
36. ↑  Fryde et al. 1996, s. 217.
37. ↑  Huscroft 2005, s. 45.
38. ↑  Greenway 1999.
39. ↑  Loyn 2000, s. 61.
40. 1 2  Maund 2004, s. 94-95.
41. 1 2  Darlington 1936, s. 399-400.
42. 1 2 3  King 1996, s. 130.
43. ↑  Barlow 1979:a, s. 89.
44. ↑  Rex 2005, s. 129.
45. ↑  King 1996, s. 134-137.
46. ↑  Loyn 1984, s. 158.
47. ↑  Hindley 2006, s. 330.
48. 1 2 3  Powell & Wallis 1968, s. 13-14.
49. 1 2  King 1996, s. 131.
50. ↑  King 1996, s. 131-132.
51. ↑  Walker 2000, s. 50.
52. ↑  Knowles 1976, s. 76.
53. ↑  Barlow 1979:a, s. 106-107.
54. ↑  Brooks 1984, s. 306.
55. ↑  King 1996, s. 132-133.
56. ↑  Huscroft 2005, s. 46.
57. ↑  Darlington 1936, s. 404.
58. 1 2  Barlow 1979:b, s. 122.
59. ↑  Barlow 1979:a, s. 246.
60. ↑  Hindley 2006, s. 335.
61. ↑  Rex 2005, s. 199-200.
62. ↑  Walker 2000, s. 117.
63. ↑  Douglas 1964, s. 183.
64. ↑  Lawson 2002, s. 42.
65. ↑  Lawson 2002, s. 75.
66. ↑  Huscroft 2005, s. 19.
67. 1 2  Williams 2000, s. 32.
68. ↑  Rex 2005, s. 130.
69. ↑  Douglas 1964, s. 206.
70. 1 2  Powell & Wallis 1968, s. 1.
71. ↑  Walker 2000, s. 185-187.
72. ↑  Bates 2001, s. 153, förbannelsen rimmade på engelska och löd: "Thou are called Urse. May you have God's curse."
73. ↑  Bates 2001, s. 156.
74. ↑  Barlow 1979:b, s. 57.
75. ↑  Dodwell 1982, s. 93, citat från Chronica Ecclesiae Eboracensis (York Chronicle). Inget av dessa arbeten kvarstår dock.
76. ↑  Dodwell 1982, s. 65.
77. ↑  Palliser 2004.
78. ↑  Blair 2005, s. 314.
79. 1 2  Loyn 2000, s. 62.
80. ↑  Harper-Bill 2002, s. 158.

### Engelska originalcitat
1. ↑  "[H]e went to Jerusalem in such state as no-one had done before him."